# Werner Philipp (Historiker)
Werner Philipp (* 13. März 1908 in Kosel bei Breslau; † 13. Juni 1996 in Berlin) war ein deutscher Historiker. Er war lange Jahre Inhaber des Lehrstuhls für Osteuropäische Geschichte der Freien Universität Berlin.

## Leben und Tätigkeit
Werner Philipp war der Sohn des Volksschullehrers Fritz Philipp und seiner Ehefrau Martha, geborene Jungfer. Nach dem Schulbesuch studierte er Geschichtswissenschaften in Breslau, Freiburg und Berlin. 1934 promovierte er bei Richard Salomon über Iwan Pereswetow. 1935 wurde er als Nachfolger des aus rassistischen Gründen von den Nationalsozialisten von seinem Posten entfernten Leo Loewenson Assistent von Otto Hoetzsch am Institut für Osteuropäische Geschichte und Landeskunde der Berliner Universität. Diese Stelle behielt er, trotz seiner ablehnenden Einstellung zum Nationalsozialismus, auch unter Hoetzschs Nachfolger Überberger bei. 1940 habilitierte er hier. Es folgten einige Jahre als außerordentlicher Professor in Königsberg, bevor er im August 1942 zum zwangsweisen Kriegsdienst eingezogen wurde.
Nach dem Krieg forschte Philipp zunächst in Mainz, wohin er im Mai 1946 auf das neugeschaffene Extraordinariat für osteuropäische Geschichte berufen wurde. 1951 wurde er Ordinarius für Osteuropäische Geschichte am Osteuropa-Institut der Freien Universität zu Berlin. Seit dem Sommer 1952 bot er regelmäßige Lehrveranstaltungen an. Seine Stellungen als Lehrstuhlinhaber und Institutsleiter behielt er bis zu seiner Emeritierung 1972 bei. Im Rahmen dieser Tätigkeit baute er ein neues Seminar auf und rief mit den Forschungen zur osteuropäischen Geschichte eine neue spezialisierte Fachzeitschrift ins Leben.

## Schriften (Auswahl)
- Ivan Peresvetov und seine Schriften zur Erneuerung des Moskauer Reiches (= Osteuropäische Forschungen. NF 20, ZDB-ID 528064-3). Ost-Europa-Verlag, Königsberg u. a. 1935.
- Ansätze zum geschichtlichen und politischen Denken im Kiewer Rußland. Priebatsch, Breslau 1940.
- Voraussetzungen für das Gespräch über Russland und Westeuropa. In: Die Wandlung. 3, 1948, S. 441–462.
- mit Peter Bruhn: Gesamtverzeichnis Russischer und Sowjetischer Periodika und Serienwerke. (diverse Bände).
- Ausgewählte Schriften. Harrassowitz, Wiesbaden 1983, ISBN 3-447-02278-7.

Festschriften
- Klaus Meyer (Hrsg.): Werner Philipp zum 65. Geburtstag von seinen Schülern. Harrassowitz, Wiesbaden 1973, ISBN 3-447-01485-7.
- Mathias Bernath (Hrsg.): Werner Philipp zum 70. Geburtstag. Osteuropa-Institut, Berlin 1978, ISBN 3-447-01904-2.